# Anthony Bourdain
Anthony Michael Bourdain (Nova York, 25 de junho de 1956 — Kaysersberg, 8 de junho de 2018) foi um chef, escritor, e apresentador de televisão norte-americano. Bourdain tornou-se conhecido por seu livro Kitchen Confidential: Adventures in the Culinary Underbelly, lançado em 2000, e apresentava o programa de aventuras culturais e culinárias Anthony Bourdain: No Reservations, no Travel Channel.
Formado no Culinary Institute of America (classe de 1978), Bourdain foi um veterano de 28 anos em cozinhas profissionais, e ultimamente era um "Chef-at-Large" cujo quartel-general foi a Brasserie Les Halles, onde ele foi chef executivo por muitos anos.

## Biografia
Bourdain nasceu no Columbia Presbyterian Hospital, em Nova Iorque, porém cresceu em Leonia, Nova Jérsei. Tinha ascendência francesa pelo lado paterno; seu avô teria emigrado da França para Nova York depois da Primeira Guerra Mundial. Bourdain frequentou o Vassar College, e se formou pelo Culinary Institute of America em 1978. Ultimamente ocupava o cargo honorário de Chef-at-Large da Brasserie Les Halles, onde deteve o título de chef executivo por quase uma década. Quando não estava viajando, residia em Manhattan.
Bourdain casou-se com sua namorada de escola, Nancy Putkoski, no início da década de 1980, e permaneceram juntos por duas décadas antes de se divorciar; Bourdain citava as mudanças irrevogáveis que vieram de suas longas viagens como a causa da separação. Casou-se em 2007 com sua segunda esposa, Ottavia Busia, com quem teve uma filha. Separaram-se em 2016.

### Morte
Em 8 de junho de 2018 Bourdain foi encontrado morto no banheiro do quarto de um hotel onde estava hospedado em Kaysersberg, um pequeno vilarejo na região francesa da Alsácia. Ele estava na região gravando a série da CNN  Anthony Bourdain: Parts Unknown. Para a gravação do programa, estava também o seu amigo Éric Ripert, chef de um restaurante em Nova York. Bourdain não havia jantado na noite anterior à sua morte e como ele não chegou para o café da manhã com Ripert na manhã seguinte, uma recepcionista entrou no quarto e encontrou o corpo. A autópsia realizada pela perícia francesa concluiu que a causa foi suicídio por enforcamento, não tendo sido encontrados vestígios de uso de substâncias tóxicas, exceto traços de um medicamento não narcótico, usado em dose terapêutica. O corpo foi cremado na França e seus restos mortais enviados para seu único irmão, Christopher.

## Formação e carreira culinária
Em Kitchen Confidential Bourdain descreveu como seu amor pela comida foi estimulado na França - quando provou sua primeira ostra, no barco de um pescador, ainda jovem, de férias com a família. Posteriormente, quando já estudava em Vassar, trabalhou num restaurante de frutos do mar em Provincetown, Massachusetts, o que o motivou a seguir cozinhando profissionalmente. Formou-se no Culinary Institute of America em 1978, e passou a administrar as cozinhas de diversos restaurantes em Nova York, como o Supper Club, One Fifth Avenue e o Sullivan's — culminando no cargo de chef executivo na Brasserie Les Halles, a partir de 1998, restaurante sediado em Manhattan, com filiais em Miami e, durante o período em que Bourdain ocupou o cargo, em Washington, D.C. e Tóquio.

## Carreira na mídia

### Como escritor
Bourdain conquistou popularidade imediata com Kitchen Confidential, seu livro de 2000 (best-seller da lista do New York Times; a obra mostra o lado oculto e obscuro do mundo da culinária, e é um livro de memórias de parte da vida pessoal e profissional de Bourdain.
Bourdain escreveu posteriormente dois outros livros de não-ficção (ambos também entraram para a lista do NY Times): A Cook's Tour (2001), um relato exótico de suas viagens gastronômicas ao redor do mundo, escrito em conjunto com sua primeira série de televisão, e The Nasty Bits (2006), outra reunião de ensaios e histórias exóticas e provocantes centradas principalmente em comida. Outros livros do autor incluem Anthony Bourdain's Les Halles Cookbook; as obras de mistério "culinário" Bone in the Throat e Gone Bamboo; uma investigação histórica hipotética, Typhoid Mary: An Urban Historical; e No Reservations: Around the World on an Empty Stomach.
Foi jurado no programa americano "The Taste" que no Brasil passou a ser exibido no GNT com o nome " O sabor da Vitória". Anthony Bourdain também podia ser assistido no TLC com o programa "Sem Reservas" e atualmente era visto no Canal de Notícias CNN com o "Parts Unknown"
Artigos e ensaios de Bourdain apareceram em diversos meios de comunicação escrita, incluindo a revista americana The New Yorker, os jornais The New York Times, The Times, The Los Angeles Times, The Observer, The Independent, Financial Times, as revistas Gourmet, Maxim, Esquire (UK), Scotland on Sunday, The Face, Food Arts, Limb by Limb, BlackBook, Best Life, e Town & Country. Na Internet o seu blog, iniciado para a terceira temporada do programa Top Chef foi indicado para um Webby Award de melhor blog cultural/pessoal em 2008.

## Obras
Não ficção
- Kitchen Confidential: Adventures in the Culinary Underbelly. New York: Bloomsbury. 2000. ISBN 978-1-58234-082-1
- A Cook's Tour: In Search of the Perfect Meal. New York: Bloomsbury. 2001. ISBN 978-1-58234-140-8
- Typhoid Mary: An Urban Historical. New York: Bloomsbury. 2001. ISBN 978-1-58234-133-0
- Anthony Bourdain's Les Halles Cookbook. [S.l.]: Bloomsbury. 2004. ISBN 978-1-58234-180-4
- The Nasty Bits. New York: Bloomsbury. 2006. ISBN 978-1-59691-360-8
- No Reservations: Around the World on an Empty Stomach. New York: Bloomsbury. 2007. ISBN 978-1-59691-447-6
- Medium Raw: A Bloody Valentine to the World of Food and the People Who Cook. [S.l.]: Ecco/HarperCollins. 2010. ISBN 978-0-06-171894-6
- Appetites: A Cookbook. [S.l.]: Ecco Press. 2016. ISBN 978-0-06-240995-9

Ficção
- Bone in the Throat. New York: Villard Books. 1995. ISBN 978-0-679-43552-5
- Gone Bamboo. New York: Villard Books. 1997. ISBN 978-0-679-44880-8
- Bobby Gold. Edinburgh: Canongate Crime. 2001. ISBN 978-1-84195-145-4
- Get Jiro!. [S.l.]: DC Comics. 2012. ISBN 9781401228279 com Joel Rose e Langdon Foss
- Get Jiro: Blood and Sushi. [S.l.]: DC Comics. 2015. ISBN 978-1401252267 com Joel Rose e Alé Garza
- Hungry Ghosts. Berger Books. 2018. ISBN 978-1506706696. com Joel Rose, Alberto Ponticelli, Irene Koh, Paul Pope